# Omar Naber

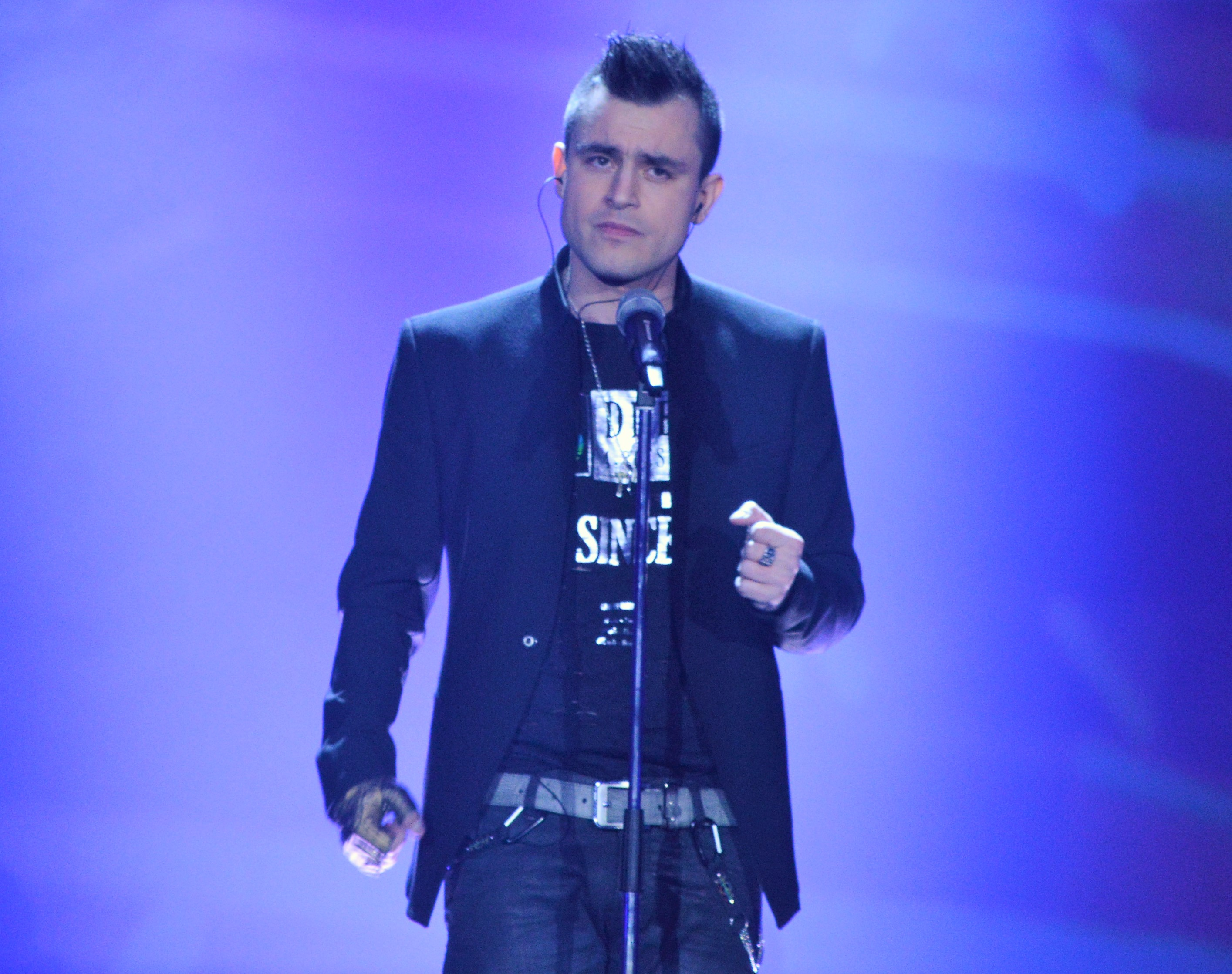
Omar Naber (2017)

Omar Naber (Ljubljana, 7 juli 1981), geboren als Omar Kareem, is een Sloveense rockzanger.

## Biografie
Zijn moeder is een Sloveense muzieklerares, zijn vader een van oorsprong Marokkaanse tandarts. Naber speelt piano en gitaar, en componeert en schrijft zelf ook muziek (in het Sloveens en het Engels).
Omar Naber zong van jongs af aan in een jeugdkoor en maakte ook zelf muziek. Na zijn middelbare school volgde hij de opleidingen tandtechniek en vervolgens toerisme. De laatste onderbrak hij om zich aan zijn muzikale carrière te kunnen wijden. Hij treedt zodoende zowel solo op als met zijn band Kareem.
In 2004 won Naber de castingshow Bitka talentov ('Talentenslag'). Hierdoor kon hij deelnemen aan de Sloveense voorronde van het Eurovisiesongfestival 2005, EMA. Door ook deze te winnen met het zelf gecomponeerde nummer Stop plaatste hij zich voor de eerste ronde van het Songfestival in Kiev, maar hij bereikte de finale niet. In 2017 won hij de Sloveense voorronde met het lied On my way, waardoor hij wederom naar het Eurovisiesongfestival (toevalligerwijs weer in Kiev) mocht. Daar kon hij niet doorstoten tot de finale.
1993: 1X Band · 
1995: Darja Švajger · 
1996: Regina · 
1997: Tanja Ribič · 
1998: Vili Resnik · 
1999: Darja Švajger · 
2001: Nuša Derenda · 
2002: Sestre · 
2003: Karmen Stavec · 
2004: Platin · 
2005: Omar Naber · 
2006: Anžej Dežan · 
2007: Alenka Gotar · 
2008: Rebeka Dremelj · 
2009: Quartissimo feat. Martina · 
2010: Ansambel Žlindre & Kalamari · 
2011: Maja Keuc · 
2012: Eva Boto · 
2013: Hannah Mancini · 
2014: Tinkara Kovač · 
2015: Maraaya · 
2016: ManuElla · 
2017: Omar Naber · 
2018: Lea Sirk · 
2019: Zala Kralj & Gašper Šantl · 
2021: Ana Soklič · 
2022: LPS · 
2023: Joker Out · 
2024: Raiven · 
2025: Klemen
- International Standard Name Identifier: 0000 0001 3136 7989
- MusicBrainz: ba5c8832-b93b-4560-9fc2-09063cacb86d
- Virtual International Authority File: 1107163873910645720609